# Balantiopteryx io
Balantiopteryx io là một loài động vật có vú trong họ Dơi bao, bộ Dơi. Loài này được Thomas mô tả năm 1904.

## Hình ảnh

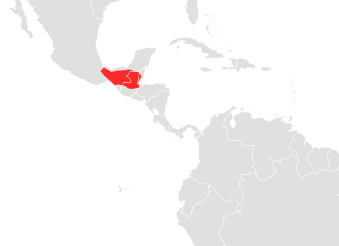